# Carvelle
La carvelle désigne : 

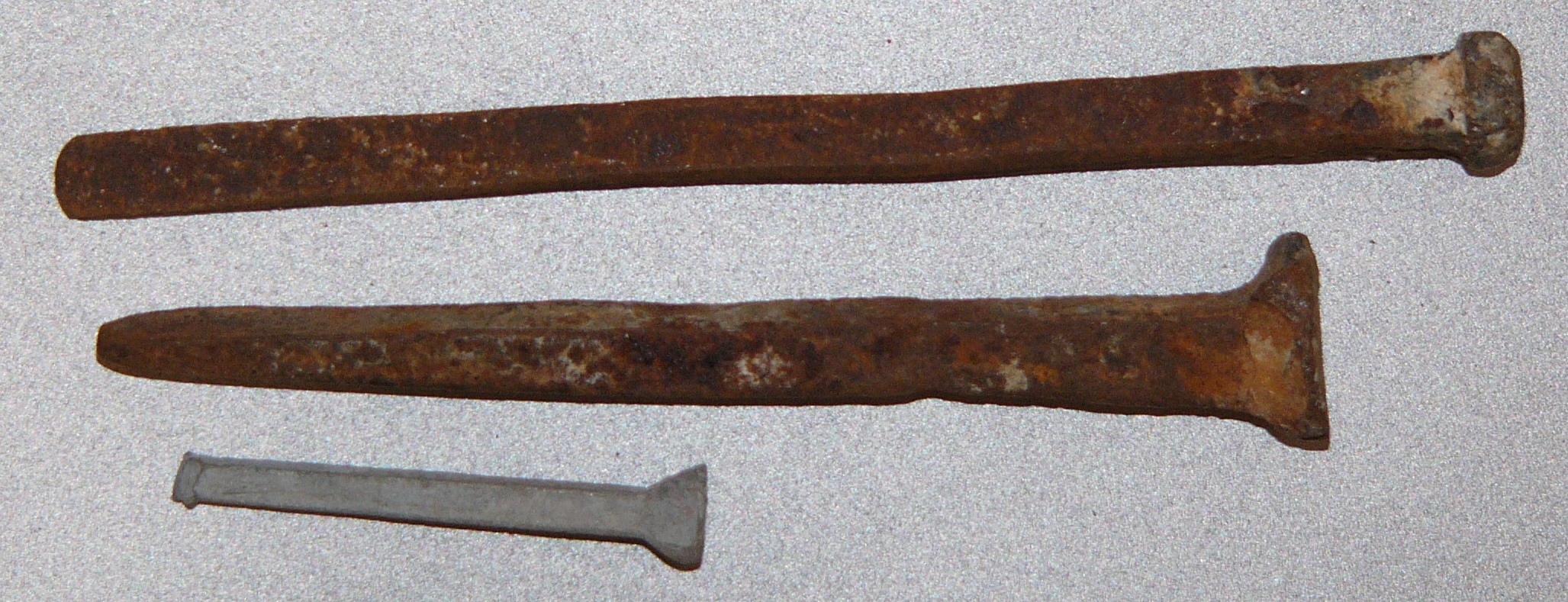
Carvelles

- une sorte de gros clou de section carrée ou rectangulaire, et de forme pyramidale très allongée ; elle est généralement utilisée en construction navale pour l'assemblage des bordés sur les membrures.
- un type de bateau proche de la caravelle.

## Description

### Clou
Les carvelles de section rectangulaire sont utilisées pour mieux s'insérer entre les fils du bois en limitant les risques d'éclatement des pièces à assembler. Il existe deux types de têtes, d'abord la tête diamant, la plus usuelle et ensuite la tête fraisée. La longueur de ces clous forgés varie de 30 mm à 200 mm.
Généralement elle est en acier galvanisé à chaud, mais elle peut aussi être en cuivre.

### Type de bateau
La carvelle était aussi un type de bateau distinct de la caravelle, même s'il en était assez proche ; c'était des bateaux de 50 à 70 tonneaux généralement, montés par 12 à 15 hommes d'équipage, possédant une voile carrée et un hunier. Ces bateaux tirent leur nom de leur mode de bordage, dit "à carvelle", c'est-à-dire à franc-bord (par opposition au clin).
Des carvelles furent construites par exemple par les ducs de Bourgogne au XVe siècle et utilisé aussi par exemple par les marchands de Penmarc'h au XVIe siècle.

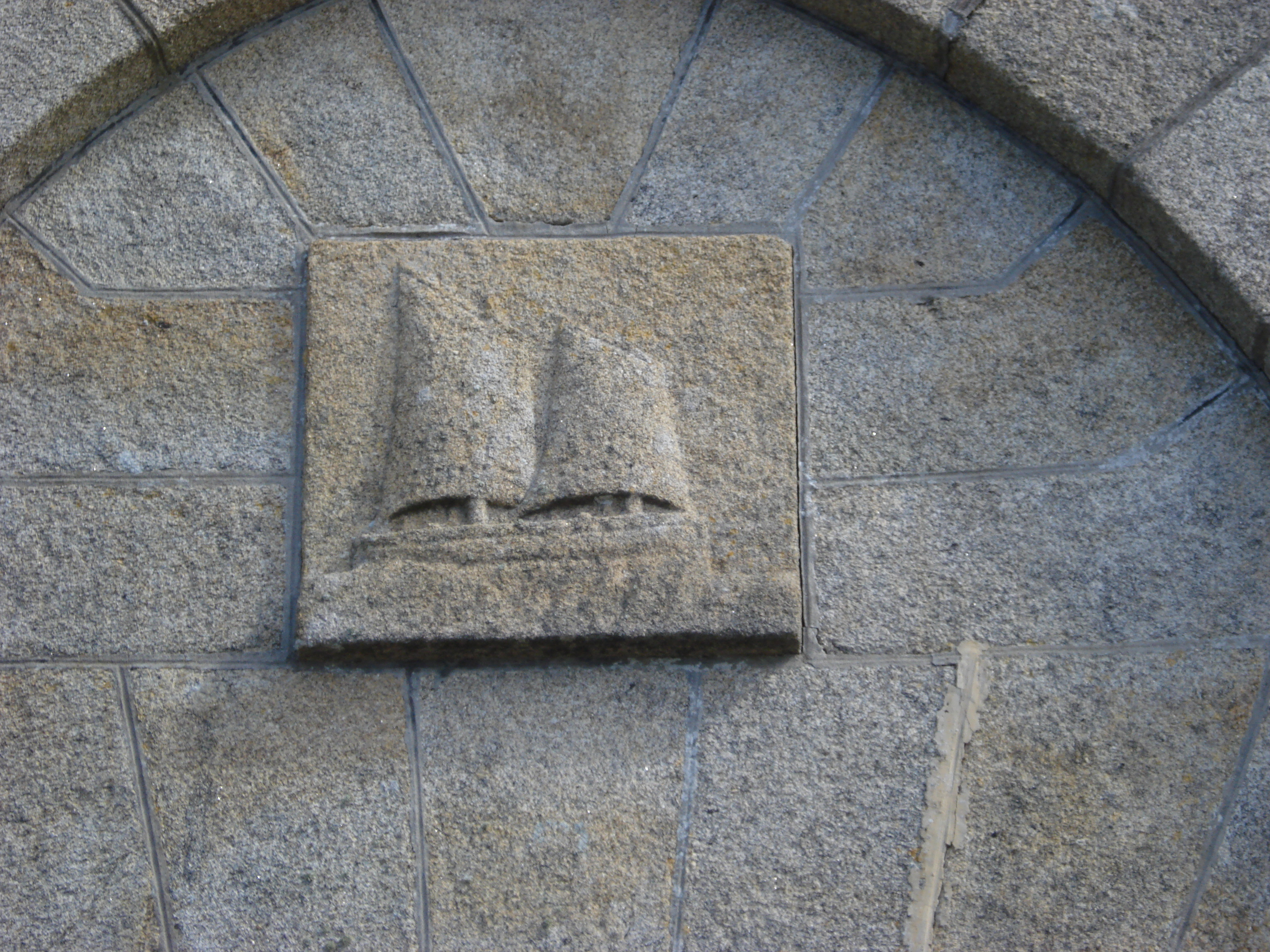
Église Saint-Julien-le-Passeur de Poulgoazec (en Plouhinec): bateau sculpté sur l'un des murs de l'église paroissiale Saint-Julien-le-Passeur représentant probablement une carvelle 1
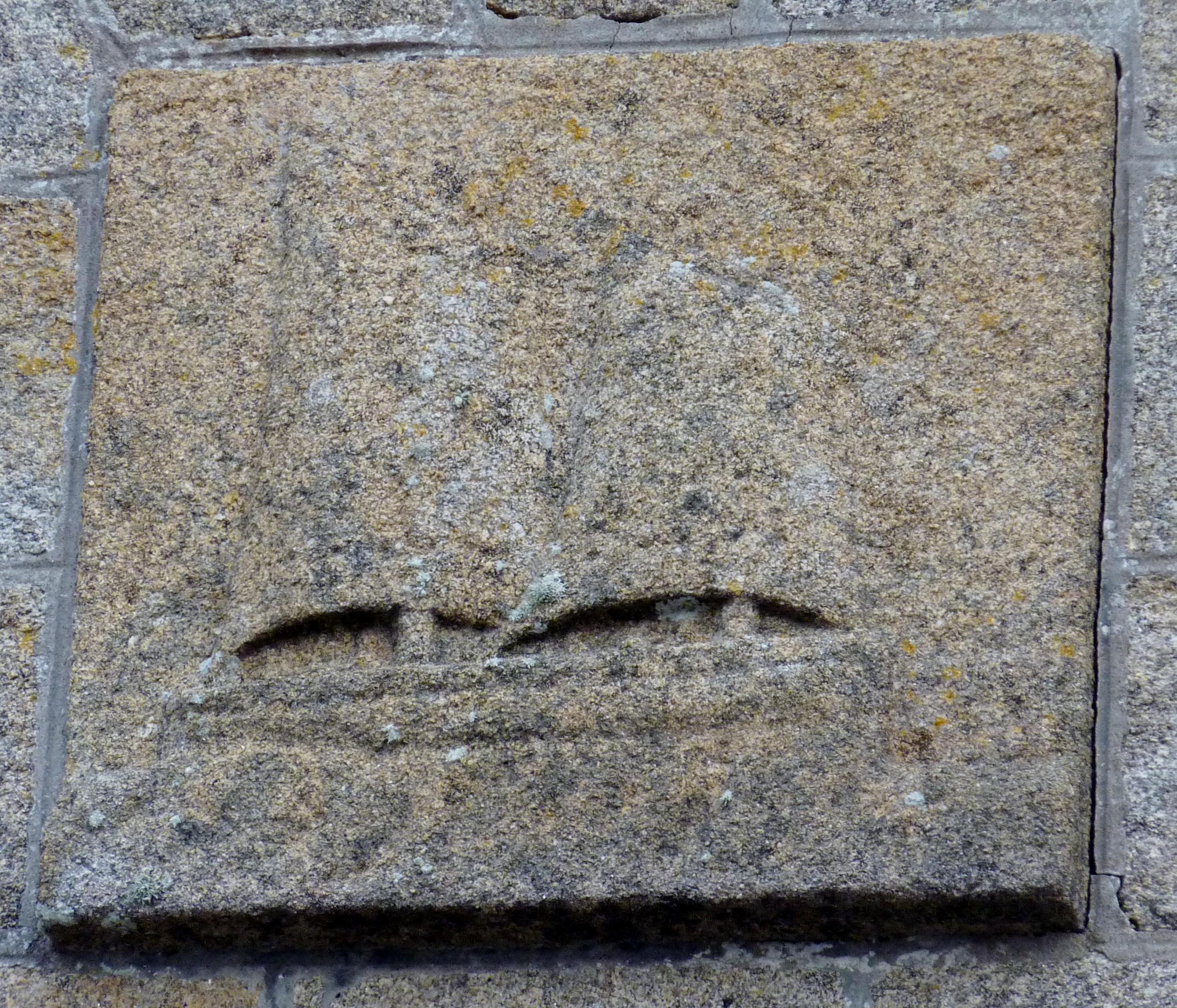
Église Saint-Julien-le-Passeur de Poulgoazec : bateau sculpté sur l'un des murs de l'église paroissiale Saint-Julien-le-Passeur représentant probablement une carvelle 2